# الدوري البلغاري الممتاز 1982-83
الدوري البلغاري الممتاز 1982-83 (بالبلغارية: „А“ група 1982/83)‏ هو الموسم 59 من الدوري البلغاري الممتاز. أشرف على تنظيمه اتحاد بلغاريا لكرة القدم، وكان عدد الأندية المشاركة فيه 16، وفاز فيه سسكا صوفيا.